# Lobogonodes clasis
Lobogonodes clasis là một loài bướm đêm trong họ Geometridae.